# Euromissile HOT HCT

La tourelle HOT HCT (HOT Compact Turret) anciennement/aussi appelé HAKO est un système d'arme qui fut conçue par Euromissile. Installé sur de nombreux véhicules blindés afin de tester la tourelle.
La tourelle est dotée d'une orientation manuelle de 180 degrés à gauche et à droite et d'une orientation électro-hydraulique de 36 degrés à gauche et à droite pour une poursuite souple et précise de la cible. Elle fut aussi équipé du viseur nuit MIRA.

## Description
La tourelle disposait d'un servant, elle comportait entre 2 et 4 missiles HOT. Le poids varie entre 280 kg (sans missiles), 345 kg (avec deux missiles) et 420 kg (avec quatre missiles). Faisant une hauteur d'1m25 pour une largeur entre 0.77m (deux missiles) et 1.28m (quatre missiles). L'élévation étant de -18° à +23° et d'une rotation tourelle de 8°/s.

## Véhicule tests
- Jagdpanzer Jaguar 1 (en)
- FV103 Spartan
- LOHR VPX 5000
- LOHR RPX 6000
- Wiesel
- VPX 110M (Fennec Type 5C)
- VPX 110M (Fennec Type 6D)
- Condor
- BMR-600
- Pandur
- MCV-80 Warrior

- GKN Simba
- M41 Bulldog

- Wiesel[2]

## Sources et Références
1. ↑  (en) Jane's Armour and Artillery 1983-84, Jane's Publishing Company Limited, 1983, 1013 p. (ISBN 0-7106-0781-4), p. 862
2. ↑  (en) JANE'S ARMOUR AND ARTILLERY 1990-1991, CHRISTOPHER F FOSS, 1990, 806 p. (ISBN 0 7106 0909 4), p. 226